# Campoplex parvulus
Campoplex parvulus là một loài tò vò trong họ Ichneumonidae.